# Kodari
Kodari (népalais : कोदारी), est une ville frontière du Népal, qui relie le relie à la Chine, situé dans le district de Sindhulpalchok, au sein de la zone de Bagmati.

## Histoire
Elle est située sur l'autoroute Araniko (en référence au Newar Araniko), qui relie cette ville à Katmandou, la capitale du Népal. Le poste frontière la relie avec le poste chinois de Zhangmu, dans le xian de Nyalam, situé dans la ville-préfecture de Shigatsé, au sud de la Région autonome du Tibet. La route nationale chinoise 318 (ou G318) y prolonge la route Arankio jusqu'à Lhassa, capitale de la région autonome.

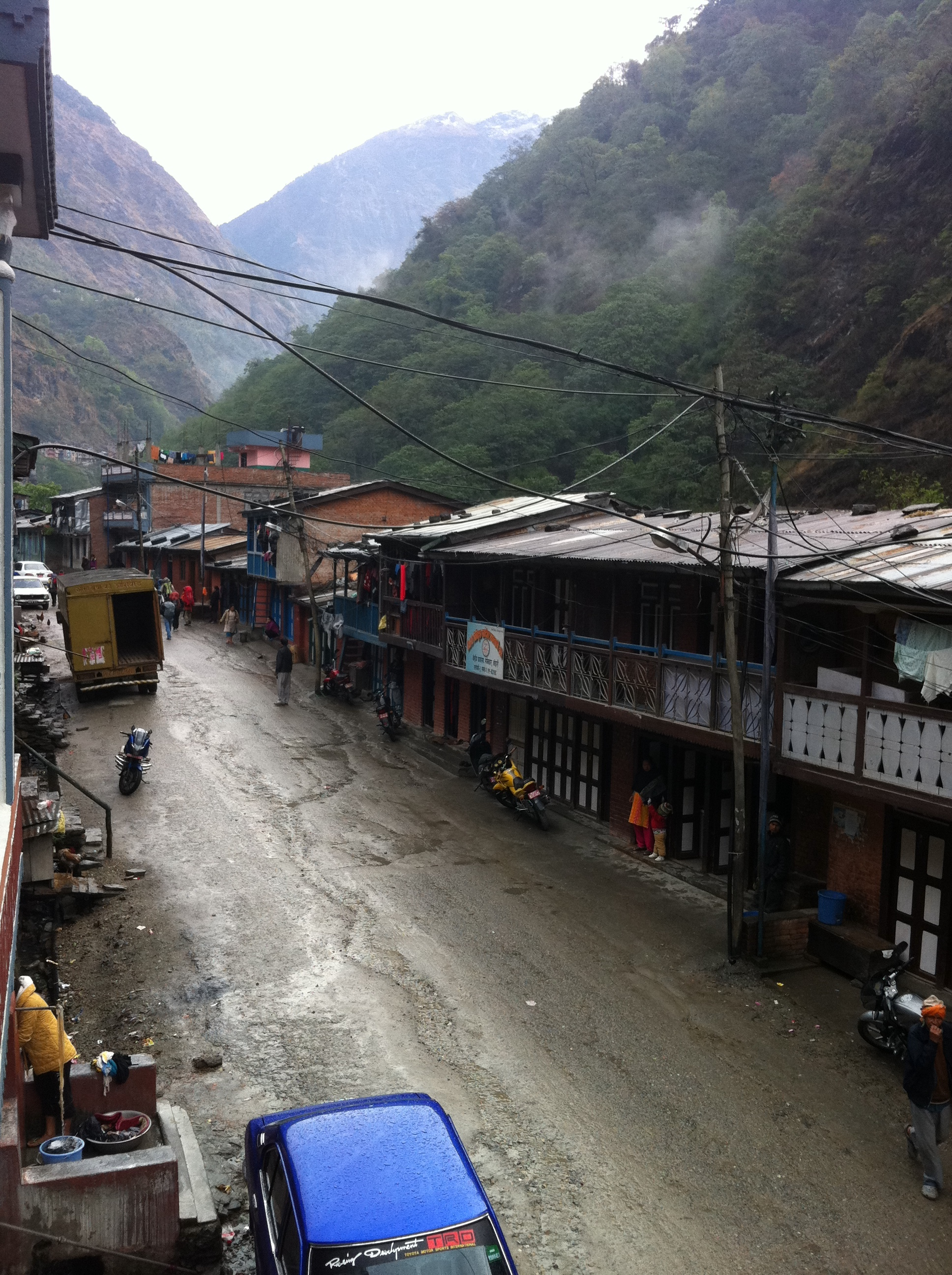
La rue principale le 22 avril 2012.
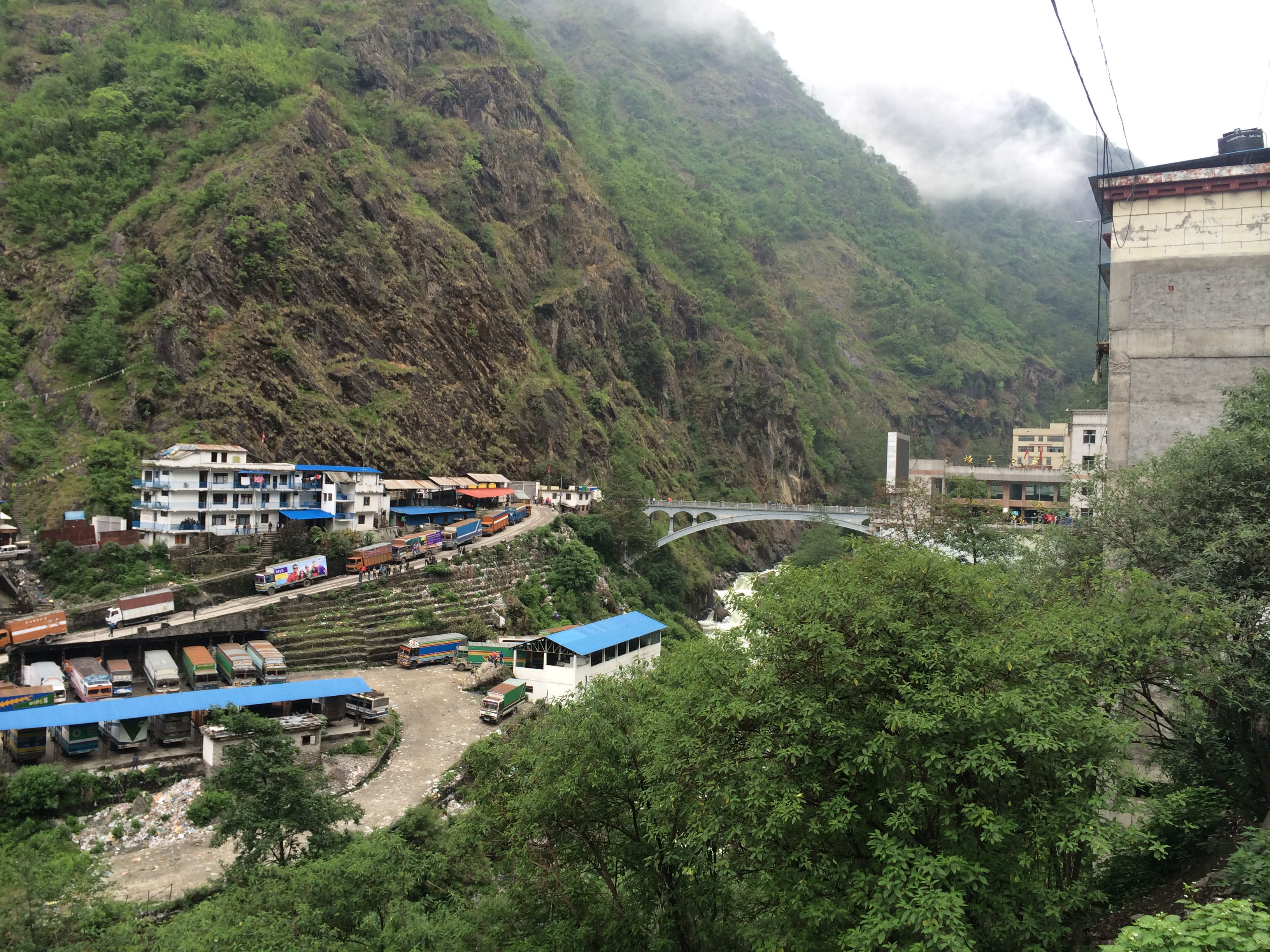
La frontière avec la Chine.